# Adalberto P. Echeverría
Adalberto Pereira Echeverría (Santa Cruz del Quiché, 3 de agosto de 1910 - Ciudad de Guatemala, 11 de agosto de 1995) fue un destacado abogado y notario guatemalteco, diputado del Congreso de la República de Guatemala por el departamento de El Quiché en el período comprendido entre 1947 y 1951. Fue magistrado del Ministerio de Trabajo de Guatemala entre 1951 y 1954.
- Datos: Q5657327